# Jymryhane Krystos
Jymryhane Krystos – król Etiopii pochodzący z dynastii Zague i panujący w XI wieku.

## Ocena źródeł
Według etiopskiego historyka Taddesse Tamrata Jymryhane Krystos był synem Beymneta Gyrmy Syjuma i bratem Tette Uyddyma Tser Assegyda, jakkolwiek włoski naukowiec Carlo Conti Rossini opublikował w 1902 dokument, według którego Jymryhane Krystos był następcą Neakuyto Loaba i poprzednikiem Jytbareka. Według manuskryptu widzianego w Aksum przez Pedro Páeza i Manuela de Almeidę – portugalskich misjonarzy przybyłych do Etiopii w XVII wieku, Krystos rządził czterdzieści lat. W swoich relacjach ci Portugalczycy nazywali go "Imrah". Z kolei portugalski misjonarz Francisco Álvares nazywał go Abrahamem. Taddesse Tamrat opisał Jymryhane Krystosa jako władcę najbliższego kapłanom, zauważając, że król nalegał aby orzeczenia w Etiopii były dokonywane według kanonów apostolskich. Etiopista Stuart Munro-Hay wysunął hipotezę, że opisy egipskiego pisarza Abu al-Makarima królów abisyńskich jako kapłanów mogły być oparte na informacjach na temat tego władcy, mogących dotrzeć do Egiptu. Francisco Álvares zanotował również tradycję, według której właśnie Jymryhane Krystos rozpoczął zwyczaj więzienia swoich rywali do tronu na górze Amba Gyszien. Jymryhanie Krystosowi przypisuje się ufundowanie kamiennego kościoła w stylu aksumskim, nazwanym od jego imienia. Umieszczony dwanaście mil na północny wschód od miasta Lalibela Kościół Jymryhane Krystosa został wybudowany w dużej jaskini, położonej po zachodniej stronie góry Abuna Josef.